# Harrington Regio
Pour les articles homonymes, voir Balrog (homonymie).
Harrington Regio (anciennement nommée de façon informelle Balrog) est une région de Pluton. Il s'agit de la plus grande tache du « poing américain », une série de taches sombres aux frontières irrégulières, espacées de façon semi-régulière. C'est la deuxième région équatoriale la plus sombre de Pluton après Cthulhu.
Son ancien nom informel provient de balrog, une créature du légendaire de l'écrivain britannique J. R. R. Tolkien. Le nom approuvé par l'Union astronomique internationale provient pour sa part de Robert S. Harrington, astronome américain de l'US Naval Observatory considéré comme le co-découvreure de Charon et le premier à calculer la masse du système plutonien.